# Coupe d'Irlande de football 2006
Navigation
Édition précédente Édition suivante
La Coupe d'Irlande de football 2006 est la 86e édition de la Coupe d'Irlande de football organisée par la Fédération d'Irlande de football. La compétition porte le nom de son sponsor principal : Carlsberg FAI Senior Cup. Elle commence le 23 avril pour se terminer le 6 décembre 2022. Le vainqueur gagne le droit de participer à la Coupe UEFA 2007-2008. Le Drogheda United Football Club défend son trophée acquis en 2005.

## Premier tour
| Club recevant       | Score        | Club visiteur      | Lieu de la rencontre | Date          |
| ------------------- | ------------ | ------------------ | -------------------- | ------------- |
| Waterford Crystal   | 4-1          | Garda AFC          |                      | 23 avril 2006 |
| Castlebar Celtic    | 5-1          | Fairview CYM       |                      | 23 avril 2006 |
| Ashtown Villa       | 2-2 t. a. b. | Wayside Celtic     |                      | 23 avril 2006 |
| Tolka Rovers        | 1-3          | Carrigaline United |                      | 23 avril 2006 |
| College Corinthians | 2-2 t. a. b. | Blarney United     |                      | 23 avril 2006 |
| Brendanville FC     | 0-1          | Douglas Hall       |                      | 23 avril 2006 |
| Malahide United     | 1-1 t. a. b. | Fanad United       |                      | 23 avril 2006 |
| Athenry             | 1-1 t. a. b. | Bangor Celtic      |                      | 23 avril 2006 |
| Killester United    | 6-1          | St Mochtas FC      |                      | 23 avril 2006 |
| Crumlin United      | 1-1 t. a. b. | Avondale United    |                      | 23 avril 2006 |

## Deuxième tour
Le deuxième tour voit l'entrée en lice des clubs professionnels ou semi-professionnels qui disputent le championnat d'Irlande. Il se dispute le week-end du dimanche 28 mai 2006.
| Club recevant      | Score | Club visiteur             | Lieu de la rencontre | Date |
| ------------------ | ----- | ------------------------- | -------------------- | ---- |
| Longford Town'     | 2-1   | Cork City FC              |                      |      |
| Athlone Town       | 2-1   | Galway United             |                      |      |
| Bohemian FC        | 3-1   | Waterford Crystal         |                      |      |
| Bray Wanderers     | 2-2   | Kildare County            |                      |      |
| Kildare County     | 0-1   | Bray Wanderers            |                      |      |
| Waterford United   | 5-0   | Douglas Hall              |                      |      |
| Limerick FC        | 0-0   | Drogheda United           |                      |      |
| Drogheda United    | 0-1   | Limerick FC               |                      |      |
| Dundalk FC         | 1-0   | Cobh Ramblers FC          |                      |      |
| Blarney United     | 1-3   | Derry City FC             |                      |      |
| Bangor Celtic      | 1-3   | Shelbourne FC             |                      |      |
| Carrigaline United | 0-4   | Sligo Rovers              |                      |      |
| Kilkenny City      | 0-2   | UCD                       |                      |      |
| Dublin City        | 0-0   | Monaghan United           |                      |      |
| Monaghan United    | 2-4   | Dublin City               |                      |      |
| Finn Harps'        | 1-0   | Crumlin United            |                      |      |
| Castlebar Celtic   | 0-2   | Shamrock Rovers           |                      |      |
| Malahide United    | 0-2   | St. Patrick's Athletic FC |                      |      |
| Wayside Celtic     | 0-1   | Killester United          |                      |      |

## Troisième tour
Le troisième tour se dispute le week-end du dimanche 27 août 2006.
| Club recevant             | Score | Club visiteur    | Lieu de la rencontre | Date |
| ------------------------- | ----- | ---------------- | -------------------- | ---- |
| Shamrock Rovers           | 1-1   | Bohemian FC      |                      |      |
| Bohemian FC               | 0-2   | Shamrock Rovers  | Dalymount Park       |      |
| Waterford United          | 1-1   | Longford Town    |                      |      |
| Longford Town             | 1-0   | Waterford United |                      |      |
| UCD                       | 3-1   | Limerick FC      |                      |      |
| St. Patrick's Athletic FC | 2-0   | Dundalk FC       |                      |      |
| Finn Harps                | 0-0   | Athlone Town     |                      |      |
| Athlone Town              | 3-2   | Finn Harps       |                      |      |
| Sligo Rovers              | 2-1   | Bray Wanderers   |                      |      |
| Shelbourne FC             | 10-1  | Dublin City      |                      |      |

## Quarts de finale
| Quart de finale 1 | St. Patrick's Athletic FC                          | 4 – 1 | Longford Town | Richmond Park |  |
| 29 septembre 2006 | Trevor Molloy 3e 61e 78e (pen.) · Foley 26e (pen.) |       | Martin 69e    |               |  |

| Quart de finale 2 | Athlone Town     | 1 - 2 | Shamrock Rovers       | St Mel's Park |  |
| 30 septembre 2006 | Jim Sheridan 38e | (1-0) | Rowe 82e · Clarke 90e |               |  |

| Quart de finale 3 | Sligo Rovers | 0 - 0 | Killester United | The Showgrounds |
| 30 septembre 2006 |              |       |                  |                 |

| Quart de finale 3- match à rejouer | Killester United          | 3 - 4 a. p.     | Sligo Rovers                                         |  |  |
|                                    | Keogh 19e 77e · Lacey 51e | (1-2, 3-3, 3-4) | Bellew 11' · Hughes 44e · Peers 67e · McTiernan 102e |  |  |

| Quart de finale 4 | Derry City FC                             | 2 - 0 | UCD | Brandywell Stadium |  |
| 1er octobre 2006  | Mark Farren 65e (pen.) · Kevin McHugh 67e | (0-0) |     |                    |  |

## Demi-finales
| Demi-finale 1   | Shamrock Rovers | 0 - 2 | St. Patrick's Athletic FC       | Tolka Park |  |
| 27 octobre 2006 |                 | (1-0) | Paul Keegan 18e · Trevor Molloy |            |  |

| Demi-finale 2   | Sligo Rovers | 0 - 0 | Derry City FC | Showgrounds |
| 27 octobre 2006 |              |       |               |             |

| Demi-finale 2 - match à rejouer | Derry City FC                                                        | 5 - 0 | Sligo Rovers | Brandywell Stadium |  |
| 27 octobre 2006                 | Patrick McCourt 33e · Mark Farren 39e (pen.) · Ciarán Martyn 42e 91e |       |              |                    |  |

## Finale
La finale se déroule le 3 décembre 2006 à Lansdowne Road. C'est la dernière fois que la finale s'y tient puisque le stade sera détruit l'année suivante pour laisser la place à l'Aviva Stadium.
| Finale                | Derry City FC                                                                   | 4 - 3 a. p.     | St. Patrick's Athletic FC                               | Lansdowne Road                                  |                                                 |
| 3 décembre 2006 15:15 | Mark Farren 25e · Clive Delaney 84e · Peter Hutton 106e · S. Brennan 109e (csc) | (1-1, 2-2, 2-3) | D. Mulcahy 19e · Trevor Molloy 74e · Sean O'Connor 103e | Spectateurs : 16 022 Arbitrage : Damien Hancock | Spectateurs : 16 022 Arbitrage : Damien Hancock |